# 1902 na rádio
Nesta página encontrará referências aos acontecimentos directamente relacionados com a rádio ocorridos durante o ano de 1902.

## Eventos
- 1 de Janeiro - Estreou nos Estados Unidos The Cuckoo Hour, da NBC Blue Network, primeiro programa humorístico de rádio a ser transmitido em todo o mundo.

## Nascimentos
| Data | Nome | Profissão | Nacionalidade | Observações | Ref |
| ---- | ---- | --------- | ------------- | ----------- | --- |

## Mortes
| Data | Nome | Profissão | Nacionalidade | Observações | Ref |
| ---- | ---- | --------- | ------------- | ----------- | --- |